# Річард Кіл
Річард До́сон Кіл (англ. Richard Dawson Kiel; 13 вересня 1939 — 10 вересня 2014) — американський актор, найбільш відомий глядачам за роллю Щелепи у фільмах про Джеймса Бонда «Шпигун, який мене кохав» (1977) і «Місячний гонщик» (1979). Ріст актора становив 2 метри 18 см. Кіл знявся більш ніж в 70 фільмах та серіалах

## Акторська кар'єра
Дебют Річарда Кіла відбувся в 1960 році в серіалі Ларемі, в епізоді «Вулиця ненависті».
Він також знявся в не випущеному пілот-епізоді разом з супергероєм Лі Фалька з коміксів про Фантома, де Кіл зіграв вбивцю на ім'я «Великий Майк», який був найнятий, щоб убити названого героя.
У 1991 році Річард Кіл також виступив в ролі спів-сценариста, продюсера і актора в сімейному фільмі Велетень з грозової гори.
Помер 10 вересня 2014 в одній з лікарень міста Фресно. До свого 75-річчя актор не дожив три дні, відзначає Agence France-Presse. Смерть Кіла підтвердила Келлі Санчес, представниця Медичного центру Святої Агнії, де він провів свої останні дні. При цьому вона відмовилася назвати причини смерті, пославшись на лікарську таємницю. Однак, згідно зі свідоцтвом про смерть, її причиною був можливий гострий інфаркт міокарда на тлі хронічної коронарної недостатності.

## Фільмографія
- 1961 — Примарна планета / The Phantom Planet
- 1963 — Божевільний професор / The Nutty Professor
- 1976 — Срібна стріла / Silver Streak
- 1977 — Шпигун, який мене кохав / The Spy Who Loved Me
- 1978 — Загін 10 з Наварон / Force 10 from Navarone
- 1979 — L'Umanoide
- 1979 — Місячний гонщик / Moonraker
- 1984 — Перегони «Гарматне ядро» 2 / Cannonball Run II
- 1985 — Ім'я йому Смерть / Pale Rider
- 1989 — Think Big
- 1991 — The Giant of Thunder Mountain
- 1996 — Щасливчик Гілмор / Happy Gilmore
- 1999 — Inspector Gadget
- 2011 — Заплутана історія / Tangled